# Le Bouif
Alfred Bicard dit Le Bouif est un personnage de fiction créé par Georges de La Fouchardière le 8 février 1911 à l'occasion d'une rubrique humoristique qu'il rédige dans La Liberté et qui devient le sujet du roman à succès Le Crime du Bouif publié en 1913,,.
Ce personnage comique fut l'argument de plusieurs adaptations littéraires, théâtrales et cinématographiques jusqu'en 1952.

## La signification du mot Bouif
Bouif ou bouiffe est un mot provenant de l'argot parisien utilisé depuis la fin du XIXe siècle, entre autres gnafs, gniafs ou pontifes, pour désigner le cordonnier de basse condition,,,. La profession de cordonnier étant elle-même déconsidérée, le terme bouif renvoi à la classe sociale d'un individu plutôt qu'à la profession qu'il exerce et suffit à le caractériser sans le nommer,,.
La figure du Bouif fait l'objet de plaisanteries moquant sa naïveté, sa candeur, etc.,,.

## Alfred Bicard, dit Le Bouif
« (...) mon ami Bicard, dit le Bouif, est un honorable travailleur qui exerce théoriquement un métier manuel, mais qui est en grève depuis un trop grand nombre d'années pour se rappeler au juste lequel. »
— Georges de la Fouchardière, La Liberté, 8 février 1911
D'une naïveté prétexte pour l'auteur à illustrer de manière comique dans la presse des thèmes comme la politesse, le recensement de la population ou la religion, Alfred Bicard, un marchand de tuyaux aux courses hippiques, sera finalement mis en scène en 1913 dans un roman policier de fantaisie où sa candeur naturelle se verra confrontée à l'atrocité d'un crime de sang.

## Le Bouif dans la presse écrite
Alors que le personnage du Bouif n'apparaît qu'occasionnellement dans les Chroniques Fantaisistes que Georges de la Fouchardière rédige à partir de 1910 pour différents journaux, il en devient rapidement l'unique sujet et face à l'engouement du public, l'auteur vend au plus offrant l'exclusivité d'une série généralement dominicale de près de 120 épisodes que l'on suit au rythme des supports changeants qui la publient. 
- Chroniques Fantaisistes dans La liberté, les 8 février, 7 mars et 6 octobre 1911.
- Reprise de la Chronique Fantaisiste du 8 février 1911 qui fait naître Alfred Bicard dans la France de Bordeaux et du sud-ouest, le 20 février 1914.
- Chronique Fantaisiste hebdomadaire dans La liberté, du 25 décembre 1914 au 16 décembre 1915.
- Chroniques Fantaisistes dans La Lecture, les 31 janvier et 28 février 1915.
- Chroniques Fantaisistes mensuelles dans la France de Bordeaux et du sud-ouest, du 22 août 1915 au 3 juillet 1916.
- Contes du petit parisien dans Le Petit Parisien, les 14 décembre 1915 et 23 janvier 1916
- Chronique Fantaisiste mensuelle à bimensuelle dans La liberté, du 23 janvier 1916 au 19 juillet 1916.
- Le Bouif Voyage - Lettre à Ugénie dans l'hebdomadaire illustré En Route, les 14, 21 et 28 septembre 1916.
- Chronique Fantaisiste hebdomadaire dominicale du Bouif à la Une de L'Heure, du 8 avril au 25 décembre 1917.

A son entrée au Canard enchaîné, Georges de la Fouchardière anime une chronique satirique hebdomadaire intitulée La chronique du Bouif.
- Le quotidien L'Heure diffuse Le Crime du Bouif en feuilleton en février-mars 1917.
- L'hebdomadaire La Vague publie en Une le 19 septembre 1918 un extrait de Le Bouif tient pour remplacer avantageusement le vide laissé par la censure de l'article de tête.
- L'hebdomadaire La Vague publie en mai-juin 1921 Le Crime du Bouif en feuilleton

## Le Bouif en littérature
Tous les ouvrages sont de Georges de La Fouchardière :
- Le Crime du Bouif, Librairie des Lettres, 1913
- Bicard dit Le Bouif, La Renaissance du Livre, coll. « In Extenso » no 66, 1916
- Le Bouif tient, La Renaissance du Livre, coll. « In Extenso » no 98, 1917
- La Résurrection du Bouif, L'Œuvre, 1922
- Son Excellence Le Bouif, Ferenczi & fils, 1923
- Le Bouif errant, J. Ferenczi et fils, 1926 (en collaboration avec Félix Celval)[14]
- Le Bouif chez mon curé, Albin Michel, 1928 (en collaboration avec Clément Vautel)

## Le Bouif au théâtre
Principalement:
- 1914 : Bicard, dit le Bouif de Georges de la Fouchardière et Paul Héon, vaudeville en 3 actes, Théâtre Cluny, mars
- 1921 : Le Crime du Bouif de Georges de la Fouchardière et André Mouëzy-Éon, farce en 4 actes, 9 tableaux, l'Eldorado, février
- 1923 : La fille du Bouif de Georges de la Fouchardière et René Buvy, farce en 1 acte l'Eldorado, avril, scénettes
- 1924 : Le Million du Bouif de Georges de la Fouchardière, opérette en trois actes, musique par Édouard Mathé)
- 1941 : Le Crime du Bouif de Georges de la Fouchardière ,mise en scène de Robert Ancelin au Théâtre de la Porte-Saint-Martin avec Serjius, Rivers Cadet, Betty Hoop[16]

## Le Bouif au cinéma
- 1921 : Le Crime du Bouif d'Henri Pouctal
- 1922 : La Résurrection du Bouif d'Henri Pouctal, février
- 1922 : Le Filon du Bouif de Louis Osmont
- 1923 : Son Excellence le Bouif de Louis Osmont
- 1926 : Le Bouif errant de René Hervil
- 1931 : La Fille du Bouif de René Bessy
- 1931 : Le Bouif au salon de Louis Mercanton (court métrage)
- 1933 : Le Crime du Bouif d'André Berthomieu
- 1935 : Le Bouif chez les pur-sang de Léo Joannon (court métrage)
- 1952 : Le Crime du Bouif, film français réalisé par André Cerf

## Le Bouif en film-fixe
- Pathéorama n°62 : Le Crime du Bouif - 1ère partie
- Pathéorama n°63 : Le Crime du Bouif - 2ème partie

## Les interprètes du personnage du Bouif
Si l'acteur Tramel est naturellement associé au rôle du Bouif qu'il popularise au théâtre et au cinéma, c'est pourtant Auguste Coradin qui va créer le rôle sous la direction des auteurs dès 1914 doublé de Pont devant le succès important de la pièce,.
Fort de ce succès, le rôle du Bouif est régulièrement interprété lors de revues dans les théâtres parisiens, comme à l'Olympia par Mauville, à La Chaumière par Fursy ou au Ba-Ta-Clan par Jules Méria et se fait peu à peu connaître d'un large public. Des revues entièrement dédiées au personnage sont créées, comme J'ai dit ! de 1918, où le Bouif, joué par Lerner, campe un député à l'assemblée invectivé par de nombreux interlocuteurs.
Malgré ces nombreuses initiatives, ce seront bien les distributions théâtrales de 1921 lors de l'adaptation du roman Le crime du Bouif pour les tournées nationales, qui marqueront les esprits, qui participeront à populariser le personnage et qui justifieront les créations à venir.

### Au théâtre en 1921
- Félicien Tramel : 
  - Le 4 février à l'Eldorado dans Le Crime du Bouif puis en tournée Tramel pour 700 dates en France.

- Dranem :
  - 1921 : Le Crime du Bouif au Théâtre municipal d'Amiens le 29 décembre 1921 puis en tournée

- Lénars :
  - 1921 : La Revue du Bouif de Henry Bataille au Théâtre du moulin bleu à Paris

- Gabrio :
  - 1921 : Le Crime du Bouif à la Comédie Montaigne à Paris

- Ernest Gerny :
  - 1921 : Le Crime du Bouif aux Variétés-Casino à Paris)

- Edouard Rasimi :
  - 1921 :  au Casino de Lyon puis en tournée.

### Au théâtre en reprise
- Serjius:
  - 1941 : Le Crime du Bouif au Théâtre de la Porte-Saint-Martin, mise en scène de Robert Ancelin

### Au cinéma
- Félicien Tramel :
  - 1921 : Le crime du Bouif d'Henri Pouctal
  - 1922 : La Résurrection du Bouif d'Henri Pouctal, février
  - 1922 : Le Filon du Bouif de Louis Osmont
  - 1923 : Son Excellence le Bouif de Louis Osmont
  - 1926 : Le Bouif errant de René Hervil
  - 1931 : La Fille du Bouif de René Bessy
  - 1931 : Le Bouif au salon de Louis Mercanton
  - 1932 : Le Crime du Bouif d'André Berthomieu
  - 1935 : Le Bouif chez les pur-sang de Léo Joannon (court métrage)

- Champi :
  - 1952 : Le Crime du Bouif d'André Cerf

### Le Bouif dans la société
- Le 2 octobre 1922, pour la fête des Caf'Conc'  qui se tient au Vélodrome Buffalo, Georges de la Fouchardière lance le défi aux acteurs ayant joué le rôle du Bouif de se retrouver pour participer à une course des Bouifs, à pieds et en tenue de ville en lieu de chevaux de courses, devant la foule pariant et les flashs des appareils photo. La publicité faite à l'événement fait accourir la foule. Il sera couvert par une presse importante et une série de photos grand format de l'événement est conservée à la BNF[21],[22],[23],.